# (18311) 1981 EV16
A (18311) 1981 EV16 a Naprendszer kisbolygóövében található aszteroida. Schelte J. Bus fedezte fel 1981. március 6-án.